# Кіцбюель
Кіцбюель (нім. Kitzbühel) — старовинне австрійське місто-курорт гірськолижної спрямованості в Тиролі.

## Клімат
| Кліматограма Кіцбюеля                                                                                            | Кліматограма Кіцбюеля | Кліматограма Кіцбюеля | Кліматограма Кіцбюеля | Кліматограма Кіцбюеля | Кліматограма Кіцбюеля | Кліматограма Кіцбюеля | Кліматограма Кіцбюеля | Кліматограма Кіцбюеля | Кліматограма Кіцбюеля | Кліматограма Кіцбюеля | Кліматограма Кіцбюеля |
| --- | --------------------- | --------------------- | --------------------- | --------------------- | --------------------- | --------------------- | --------------------- | --------------------- | --------------------- | --------------------- | --------------------- |
| С | Л                     | Б                     | К                     | Т                     | Ч                     | Л                     | С                     | В                     | Ж                     | Л                     | Г                     |
| 71 1 −8 | 67 4 −6               | 85 9 −3               | 82 13 1               | 109 19 6              | 157 21 9              | 172 23 11             | 151 23 11             | 103 19 8              | 74 14 3               | 82 6 −2               | 83 2 −6               |
| Середня макс. і мін. температури повітря (°C) Атмосферні опади (мм), за рік : 1236 мм. Джерело: «Zamg.ac» (нім.) |                       |                       |                       |                       |                       |                       |                       |                       |                       |                       |                       |

## Політична ситуація
Бургомістр комуни — Клаус Вінклер (АНП) за результатами виборів 2004 року.
Рада представників комуни (нім. Gemeinderat) складається з 19 місць.
- АНП займає 8 місць.
- Місцевий блок: 5 місць.
- СДПА займає 3 місця.
- Місцевий список: 3 місця.

## Туризм і спорт
Кіцбюель — один з найвідоміших і наймодніших зимових спортивних курортів Австрії. Схил Ханенкамм є місцем проведення змагань у рамках щорічного світового кубку з лижного спорту, у тому числі найважливішої події в турнірному циклі — змагань зі швидкісного спуску на відомій трасі «Штрайф». Ці змагання зі швидкісного спуску вважаються одним з найважчих етапів світового кубку. Влітку Кіцбюель також приймає Відкритий кубок Австрії, тенісний турнір ATP Challenger на кортах з ґрунтовим покриттям.
«Кіцбюелер Альпенраллі» (нім. Kitzbüheler Alpenrallye) — щорічний фестиваль старовинних автомобілів. Вперше він проводився в 1988 році. У Кіцбюель 2004 року відбулася перша поїздка «співдружності приятелів-ведмедиків» (United Buddy Bears), після чого почалася їх перша подорож в «великий світ» з відвідуванням Гонконгу і багатьох інших ділових і культурних столиць на всіх п'яти континентах.
Ще одна визначна пам'ятка — повітряний трамвай 3S — підвісна вагонна канатна дорога з найдовшим прольотом у світі.

## Відомі люди, пов'язані з містом
- Курт Занднер (1910—1935) — австро-німецький письменник і фізик.
- Антон «Тоні» Зайлер — відомий австрійський гірськолижник.
- Карл Вільгельм фон Далла Торре — австрійський ботанік і ентомолог.
- Haddaway — відомий поп-музикант.

## Міста-побратими
Кицбюель є містом-побратимом таких міст (у дужках вказано рік укладення договору про співпрацю):
- англ. Greenwich,Connecticut, США, (1961)
- Ямагата, яп. 山形市, Японія, (1963)
- англ. Sun Valley,Idaho, США, (1967)
- італ. Sterzing-Vipiteno, Італія, (1971)
- фр. Rueil-Malmaison, Франція, (1979)
- Бад-Зоден, нім. Bad Soden am Taunus, Німеччина, (1984)